# Maksymilian Brzozowski (wojewoda)
Maksymilian Brzozowski herbu własnego (zm. 1659) – podstoli kijowski od 1635, następnie kasztelan kijowski od 1647, a od 1653 roku wojewoda brzeskolitewski; starosta tłumacki w 1654 roku, porucznik wojska koronnego w 1633 roku. W 1638 roku wziął udział w wyprawie zadnieprzańskiej przeciw buntującym się kozakom. W 1650 roku wziął, wraz z Adamem Kisielem, udział w rozmowach z Bohdanem Chmielnickim, w celu wprowadzenia układów zborowskich. W latach 1633–1643 wszedł w posiadanie dóbr trypolskich, wcześniej będących własnością rodu Dedkowiczów-Trypolskich.
Był uczestnikiem konfederacji tyszowieckiej w 1655 roku. Był wyznawcą prawosławia.